# Курса (зоря)
Курса (Бета Ерідана, β Ерідана, скорочено Бета Eri, β Ері)  — друга за яскравістю зірка в сузір'ї Ерідана, розташована на північно-східному кінці цього сузір'я поблизу спільного кордону з Оріоном. Видима візуальна величина цієї зірки становить 2,796, тому її можна побачити неозброєним оком у темному небі. Вимірювання паралакса дає приблизну відстань приблизно в 89 світлових років (27 парсеків) від Землі. 

## Номенклатура

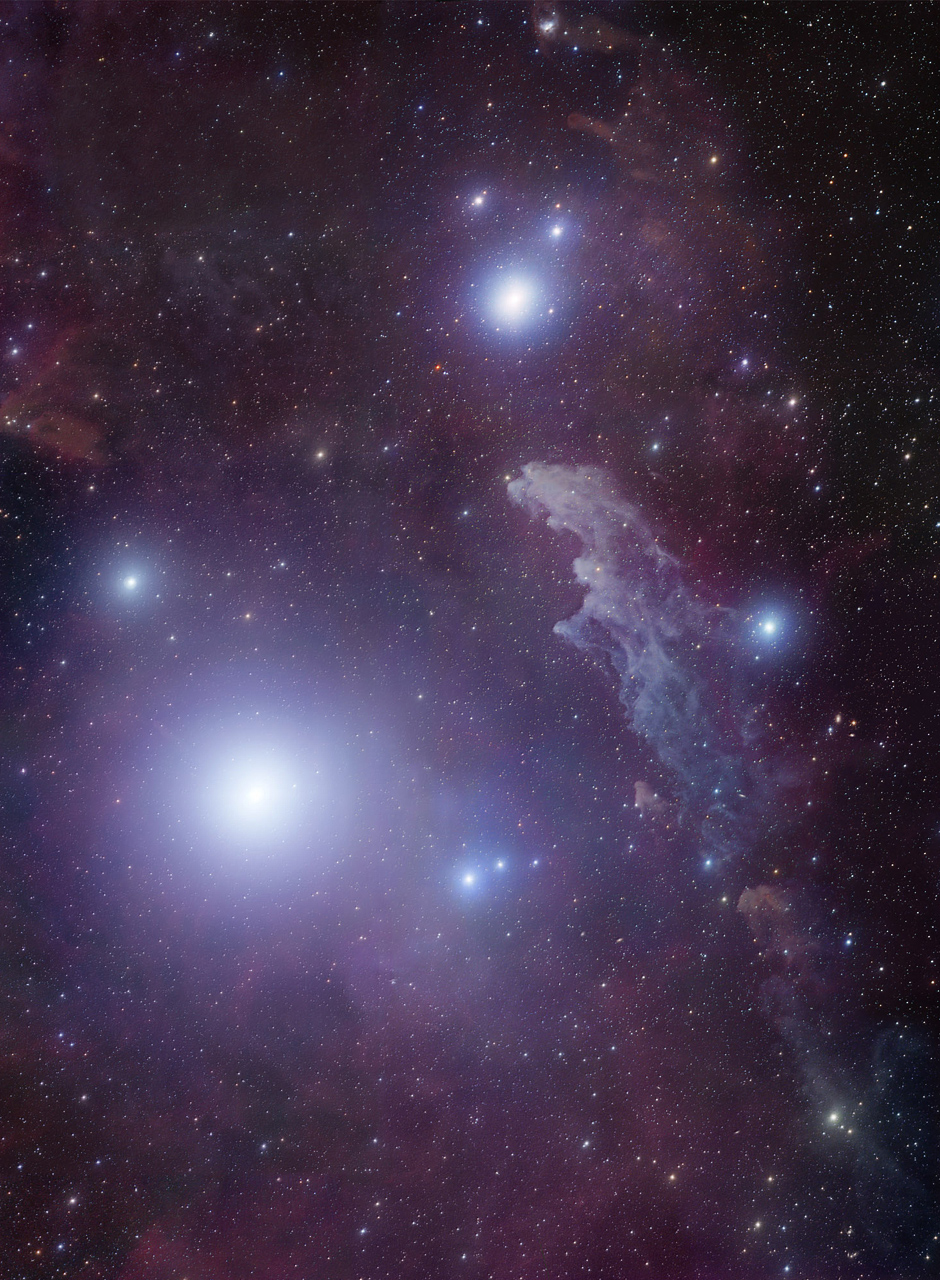
β Ерідана — яскрава зірка у верхній (північній) частині. Найяскравішою зіркою, внизу ліворуч, є Рігель. Між ними знаходиться відбивна туманність IC 2118.

Бета Ерідана — згідно позначення Баєра. Зоря має традиційну назву Курса, що походить від Al Kursiyy al Jauzah, «Стілець (або «Підніжка») Центрального». Це назва астеризму, що складається з цієї зірки разом із λ Ерідана, ψ Ерідана й τ Оріона. Відповідно до каталогу зірок НАСА, Al Kursiyy al Jauzah був назвою трьох зірок: β Ері — це Курса, Псі Ерідана Al Kursiyy al Jauzah I і Лямбди Ерідана Al Kursiyy al Jauzah II (за винятком Тау Оріона). У 2016 році Міжнародний астрономічний союз організував робочу групу з назв зірок (WGSN) для каталогізації та стандартизації власних назв зірок. Перший бюлетень WGSN за липень 2016 року включав таблицю перших двох партій назв, затверджених WGSN; яка включала назву Курса для цієї зірки.

## Властивості
β Ерідана має спектральний тип А3 III, з класом світності III, який вказує на те, що це гігантська зірка, яка спожила водень у своєму ядрі та відійшла від головної послідовності. Ефективна температура зовнішньої оболонки становить близько 8,104 K, що надає зірці білий відтінок, типовий для зірок А-типу. Прогнозована швидкість обертання становить 196 km s−1  порівняно з 2 km s−1 уздовж екватора Сонця.  Відомо, що видима візуальна зоряна величина зірки змінюється в межах від 2,72 до 2,80.  Особливо сильний спалах був зареєстрований у 1985 році.  
Розташування та траєкторія цієї зірки свідчать про те, що вона належить до супергрупи Великої Ведмедиці, асоціації зірок, які мають спільне походження та рух у просторі. Однак його фотометричні властивості вказують на те, що він може бути нарушителем. Бета Ерідана має оптичну зірку-компаньйон з видимою зоряною величиною 10,90 з кутовим віддаленням 120 кутових секунд і позиційний кут 148°. Вона має каталожний ідентифікатор CCDM J05079-0506B. 